# Arteriae jejunales

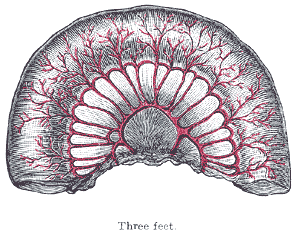
Einzelne Leerdarmschlinge mit arkadenartigen Anastomosen der Aa. jejunales

Äste der Arteria mesenterica inferior

Die Arteriae jejunales (lat. für ‚Leerdarmarterien‘) sind Schlagadern der Bauchhöhle zur Versorgung des Leerdarm und entspringen der oberen Eingeweidearterie (Arteria mesenterica superior). Die Arteriae jejunales ziehen im Mesenterium zum Dünndarm und bilden untereinander mehrreihige arkadenartige Anastomosen. Diese Gefäßarkaden gewährleisten die kontinuierliche Blutversorgung des Leerdarms während der Darmperistaltik und verhindern Darminfarkte.